# 힘러 작전
힘러 작전은 나치 독일이 폴란드가 독일을 침략한 것처럼 보이도록 계획한 1939년의 일련의 위장술책 작전이다. 독일군은 이 사건에 대한 선전 보고서를 사용하여 1939년 9월 1일에 시작된 폴란드 침공을 정당화했다. 힘러 작전에는 독일군이 민간인과 강제 수용소 수감자와 같은 무고한 사람들을 표적으로 삼아 스스로를 향한 거짓 공격을 벌이는 것이 포함되었다. 이 작전은 논란의 여지 없이 유럽 에서 제2차 세계 대전의 첫 번째 행위가 되었다.
가장 잘 알려진 사건은 글라이비츠 사건이다.